# 趙世延
赵世延（？—1336年），字子敬，汪古部后人，蒙古族，家于成都。赵世延为梁国公赵国宝之子，秦国公按竺迩之孙。生于中统元年（1259年），二十歲時接受元世祖的召见，授承事郎。至元二十六年（1289年），擢监察御史。至元二十九年（1292年）任奉议大夫，累迁御史中丞。延祐元年（1314年），因為其姓氏為趙而被中書省官員認爲是漢人，元仁宗向他們解釋后除其為中書參知政事。延祐三年（1316年），世延彈劾右丞相帖木迭兒，導致其罷相。延祐五年（1318年），任四川平章政事，在重庆屯田七百八十三顷。仁宗駕崩后帖木迭兒矢志報復，使世延從弟胥益兒哈呼誣告，逼其自殺。世延不認罪，元英宗亦不想害他，最終為左丞相拜住救出，出居金陵。泰定元年召還，四年拜中書右丞、同知樞密院事。泰定五年，赵世延主持经筵，他所选的讲者都是一时名流。元文宗時，因擁立有功，准乘小车入朝。天历二年（1329年），累加奎章阁大学士，拜中书平章政事。至顺元年（1330年）秋，因年老，前往茅山养病。元统二年（1334年）帝赐钱四万缗。至元二年（1336年）五月前往成都，十一月卒于成都。赐世忠执法佐运翊亮功臣、太保、金紫光禄大夫、上柱国，追封鲁国公，谥文忠。今陕西礼县南关村有赵世延墓及其家庙碑。由程钜夫撰文，赵孟頫书丹。

## 延伸阅读
[在维基数据编辑]
 《元史·卷180》，出自宋濂《元史》
 《新元史/卷149》，出自柯劭忞《新元史》